# Cryptocephalus schaefferi
Cryptocephalus schaefferi es una especie de insecto coleóptero de la familia Chrysomelidae.
Fue descrita científicamente en 1789 por Schrank.